# إدوارد هارت
إدوارد هارت (بالإنجليزية: Edward Hart)‏ (28 يناير 1903 - ) هو لاعب كرة قدم أمريكي في مركز مهاجم ‏، شارك في الألعاب الأولمبية الصيفية 1924.

## وصلات خارجية
- إدوارد هارت على موقع أوليمبيديا (الإنجليزية)